# Енерджі (Іллінойс)
Енерджі (англ. Energy) — селище (англ. village) в США, в окрузі Вільямсон штату Іллінойс. Населення — 974 особи (2020).

## Географія
Енерджі розташоване за координатами 37°46′33″ пн. ш. 89°1′23″ зх. д. / 37.77583° пн. ш. 89.02306° зх. д. (37.775817, -89.023143).  За даними Бюро перепису населення США в 2010 році селище мало площу 3,09 км², з яких 3,05 км² — суходіл та 0,05 км² — водойми.

## Демографія
Згідно з переписом 2010 року, у селищі мешкало 1146 осіб у 506 домогосподарствах у складі 287 родин. Густота населення становила 370 осіб/км².  Було 546 помешкань (176/км²).
Расовий склад населення:
| - 94,3 % — білих - 3,8 % — чорних або афроамериканців - 0,7 % — азіатів - 0,3 % — корінних американців |

До двох чи більше рас належало 0,9 %. Частка іспаномовних становила 1,0 % від усіх жителів.
За віковим діапазоном населення розподілялося таким чином: 17,6 % — особи молодші 18 років, 58,6 % — особи у віці 18—64 років, 23,8 % — особи у віці 65 років та старші. Медіана віку мешканця становила 45,1 року. На 100 осіб жіночої статі у селищі припадало 100,7 чоловіків;  на 100 жінок у віці від 18 років та старших — 90,7 чоловіків також старших 18 років.
Середній дохід на одне домашнє господарство  становив 60 024 долари США (медіана — 46 625), а середній дохід на одну сім'ю — 69 154 долари (медіана — 64 531). Медіана доходів становила 40 924 долари для чоловіків та 31 765 доларів для жінок. За межею бідності перебувало 18,9 % осіб, у тому числі 27,6 % дітей у віці до 18 років та 2,7 % осіб у віці 65 років та старших.
Цивільне працевлаштоване населення становило 500 осіб. Основні галузі зайнятості: освіта, охорона здоров'я та соціальна допомога — 35,8 %, роздрібна торгівля — 16,4 %, виробництво — 7,8 %, публічна адміністрація — 7,0 %.